# More Than a Game
More Than a Game è un film documentario statunitense del 2009, diretto da Kristopher Belman, che segue la carriera del giocatore dell'NBA LeBron James.

## Riconoscimenti
- Independent Spirit Awards 2010
- Miglior documentario